# Дома 1113 км
Дома 1113 км — населённый пункт в Ярском районе Удмуртии, в составе Бачумовского сельского поселения.

## Физико-географические сведения
Расположен в северо-западной части республики, при остановочном пункте 1113 км Горьковской железной дороги, примерно в 500 метрах от центра сельсовета — села Бачумово.

## Население
| 2010 | 2012 |
| ---- | ---- |
| 12   | →12  |

## Инфраструктура
Путевое хозяйство Горьковской железной дороги.

## Транспорт
Дома 1113 км доступен автомобильным и железнодорожным транспортом.
Просёлочные дороги.